# Opowiadania bizarne
Opowiadania bizarne – zbiór dziesięciu opowiadań Olgi Tokarczuk wydany w 2018 r. nakładem Wydawnictwa Literackiego.
Francuski przymiotnik bizarre w języku polskim znaczy dziwny, cudaczny, kuriozalny i takie są opowiadania zawarte w tej książce. Niezwykłe, co do miejsca i czasu akcji, dziejące się w różnych częściach świata, w Europie: na Wołyniu podczas potopu szwedzkiego i w Szwajcarii XXI wieku, w dalekiej Azji i w miejscach i obszarach wymyślonych przez samą autorkę, która kolejny raz, cytując Czesława Niemena, opowiada jak dziwny jest ten  świat. David Lynch ustami swojego bohatera w Miasteczku Twin Peaks mówi: - Sowy nie są tym, czym się wydają. To samo przez żonglerkę groteską, czarny humor i fantastykę chce nam powiedzieć Olga Tokarczuk.

## Spis opowiadań
Na zbiór składa się 10 opowiadań:
1. „Pasażer”
2. „Zielone dzieci”
3. „Przetwory”
4. „Szwy”
5. „Wizyta”
6. „Prawdziwa historia”
7. „Serce”
8. „Transfugium”
9. „Góra Wszystkich Świętych”
10. „Kalendarz ludzkich świąt”

## Nagrody
- Opowiadania zostały książką roku węgierskiego tygodnika Magyar Narancs[4].